# Bernius
Bernius bezeichnet einen Familiennamen, er stammt aus dem Oberhessischen und wurde ursprünglich Bernges geschrieben und Bernjes ausgesprochen.

## Namensträger
- Herbert Bernius (* 1918), deutscher Mediziner
- Juozas Bernius (* 1962), lettischer Forstingenieur
- Frieder Bernius (* 1947), deutscher Dirigent
- Volker Bernius, Autor, Redakteur und Lehrer
- Walter Bernius (1915–1981), deutscher Förster, Fabrikant und Gastwirt